# Maurice Girardin
Pour les articles homonymes, voir Girardin.
Maurice Girardin, né le 1er février 1884 à Paris et mort dans la même ville le 6 décembre 1951, est un marchand et collectionneur français d’art moderne.

## Biographie
Maurice Charles Girardin est le fils de Gustave Clément Girardin et de Joséphine Sylvie Curveur, bouchers.
Peintre en bâtiments, il effectue entre 1904 et 1907, son service armé, puis passe plusieurs mois à Philadelphie, à l'université afin d'obtenir son diplôme de chirurgien-dentiste.
En 1910, il épouse Antoinette Charuet. Le couple divorcera.
Lors de la Première Guerre mondiale, il se prend d'un intérêt soudain pour l'art. Il achète son premier tableau à crédit, puis se constitue une extraordinaire collection de peintures et de sculptures, avec des œuvres notamment de Georges Rouault, Marcel Gromaire, Maurice de Vlaminck, Maurice Utrillo, Raoul Dufy ou encore Bernard Buffet.
En 1920, il ouvre au no 110 rue La Boétie la galerie La Licorne,.
En 1931, il épouse en secondes noces Georgette Tommasi.
Par testament daté du 1er mai 1951, il lègue une grande partie de sa collection à la ville de Paris,,.
Il meurt à l'âge de 67 ans à son domicile de la rue de la Ville-l'Évêque. Il est inhumé au cimetière du Père-Lachaise le 10 décembre 1951.
Le legs donne lieu à une exposition organisée au Petit Palais à partir du 21 mai 1954.